# Hayastani Ankaxowt'yan Gavat' 2009
La Hayastani Ankaxowt'yan Gavat' 2009 (conosciuta anche come Coppa dell'Indipendenza) è stata la 18ª edizione della Coppa nazionale armena. Il torneo è iniziato il 17 marzo e si è concluso il 9 maggio 2009. Il Pyunik ha vinto la coppa per la quarta volta, battendo in finale l'Ulisses.

## Formula
Alla Coppa hanno partecipato le 8 squadre della Bardsragujn chumb 2009. Quarti di finale e semifinali si sono giocati con partite di andata e ritorno, la finale in gara unica.

## Quarti di finale
Le gare di andata si sono svolte il 17 e 18 marzo mentre quelle di ritorno il 7 e 8 aprile 2009.
| Squadra 1   | Totale | Squadra 2 | Andata | Ritorno |
| ----------- | ------ | --------- | ------ | ------- |
| P'yownik    | 6 – 0  | Kilikia   | 3 – 0  | 3 – 0   |
| Ulisses     | 4 – 2  | Ganjasar  | 4 – 1  | 0 – 1   |
| Banants     | 3 – 0  | Ararat    | 2 – 0  | 1 – 0   |
| Mika Erevan | 3 – 2  | Širak     | 3 – 1  | 0 – 1   |

## Semifinali
Le gare di andata si sono svolte il 14 e 15 aprile mentre quelle di ritorno il 21 e 22 aprile 2009.
| Squadra 1   | Totale | Squadra 2 | Andata | Ritorno |
| ----------- | ------ | --------- | ------ | ------- |
| Ulisses     | 1 – 4  | P'yownik  | 1 – 3  | 0 – 1   |
| Mika Erevan | 3 – 5  | Banants   | 1 – 1  | 2 – 4   |

## Finale
| Arbitro: | Paolo Dondarini |

|                  |           |  |
| Mxit'aryan 90+2’ | Marcatori |  |